# Kostrowiec
Kostrowiec, herb szlachecki.
- Opis herbu:

Kostrowiec I: W polu czerwonym krzyż u dołu rozdarty, półksiężycem w środku przekrzyżowały. U szczytu pióra strusie.
Kostrowiec II: W polu czerwonym - krzyż, rozdarty u dołu w kształcie wąsów. U szczytu trzy pióra strusie.
- Najwcześniejsze wzmianki:

- Herbowni:

Kostrowiec, Lwowicz, Morachowski,
- Zobacz też: herbarz, heraldyka, lista herbów, Hołowiński (odmiana herbu Kostrowiec)